# Rue Jean-Bart (Lille)
Pour les articles homonymes, voir Rue Jean-Bart.
La rue Jean-Bart est une voie de Lille.

## Situation et accès
C'est une voie  quartier Saint Michel

## Origine du nom
Elle rend honneur au corsaire célèbre pour ses exploits au service de la France durant les guerres de Louis XIV Jean Bart (1650-1702). 

## Historique
Elle est ouverte en 1867, où l'Institut industriel du Nord, le siège et les facultés de l'Université de Lille ont été bâtis à la fin du XIXe siècle.

## Bâtiments remarquables et lieux de mémoire

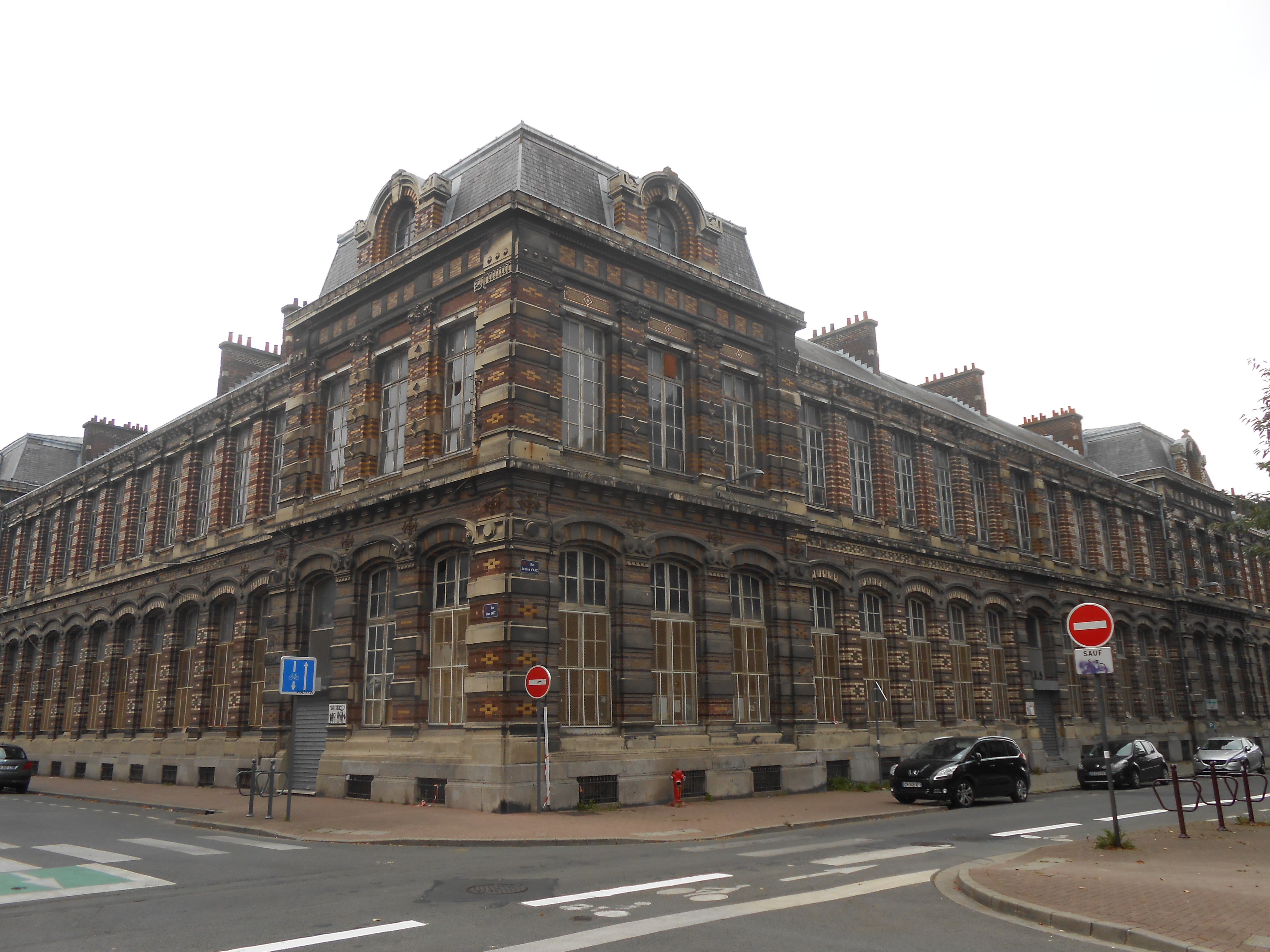
Université de Lille, facultés de la rue Jean Bart
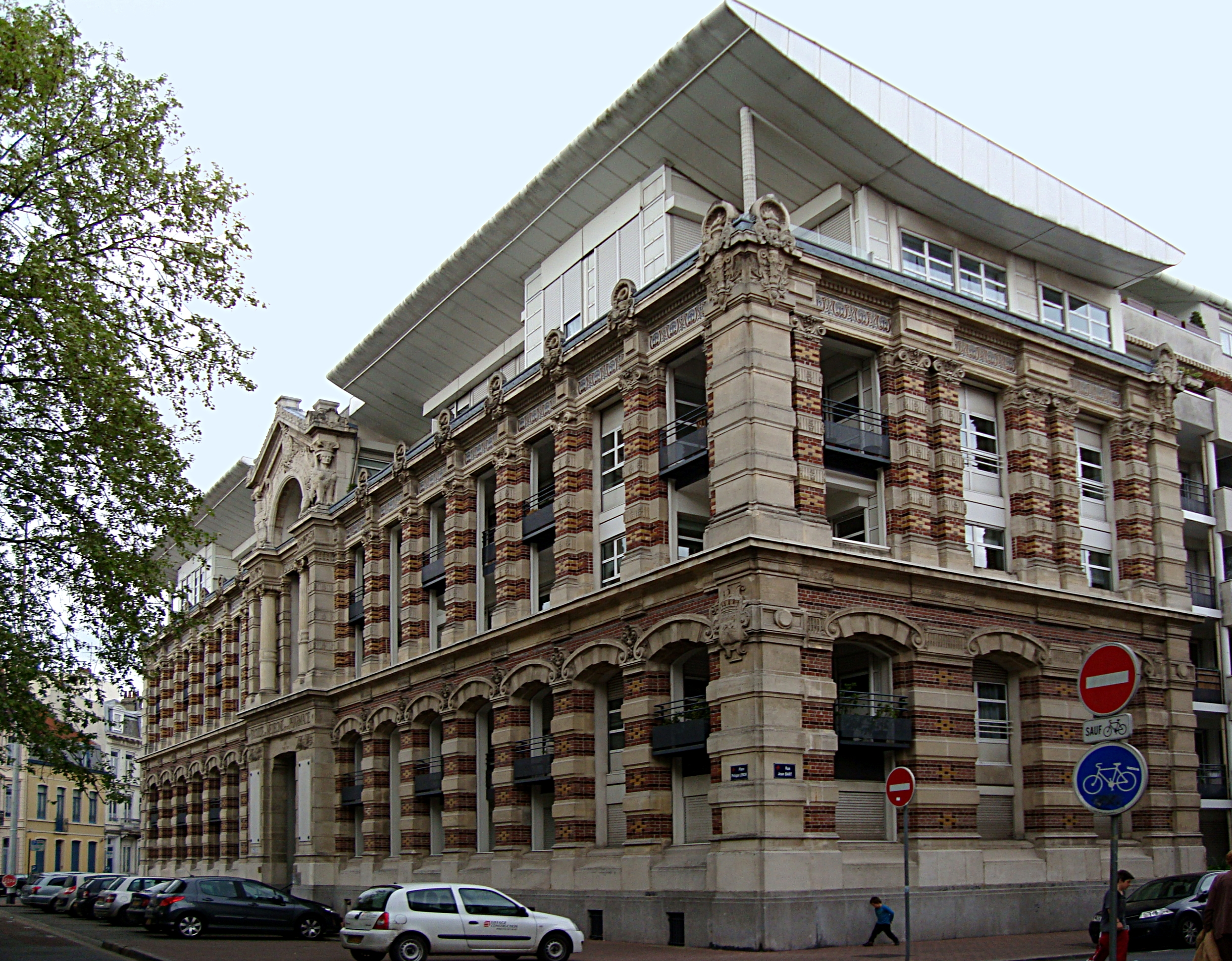
Siège et faculté des sciences de Lille, à l'angle entre la rue Jean-Bart et la place Philippe-Lebon
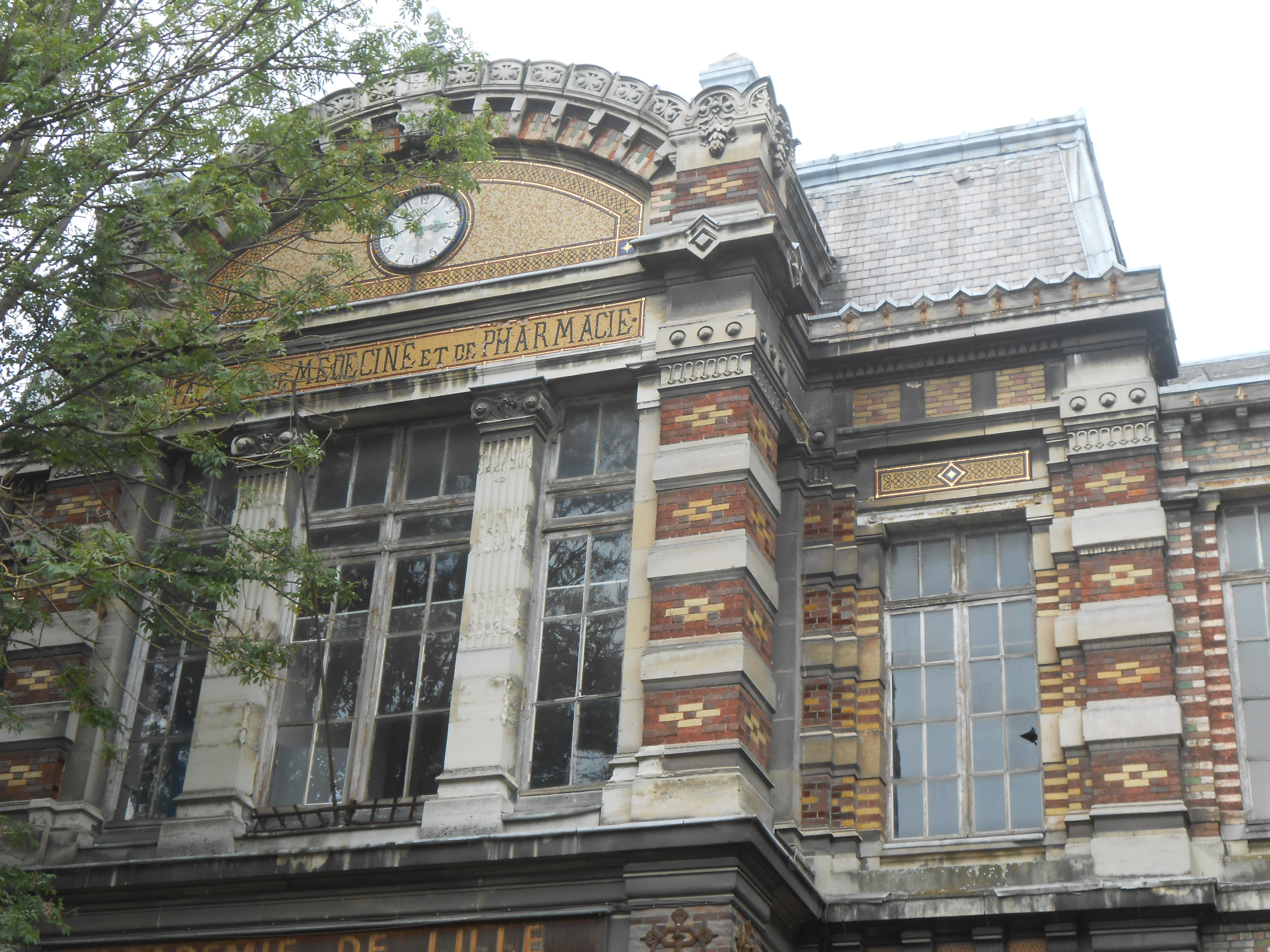
Fronton de la faculté de médecine et de pharmacie de Lille
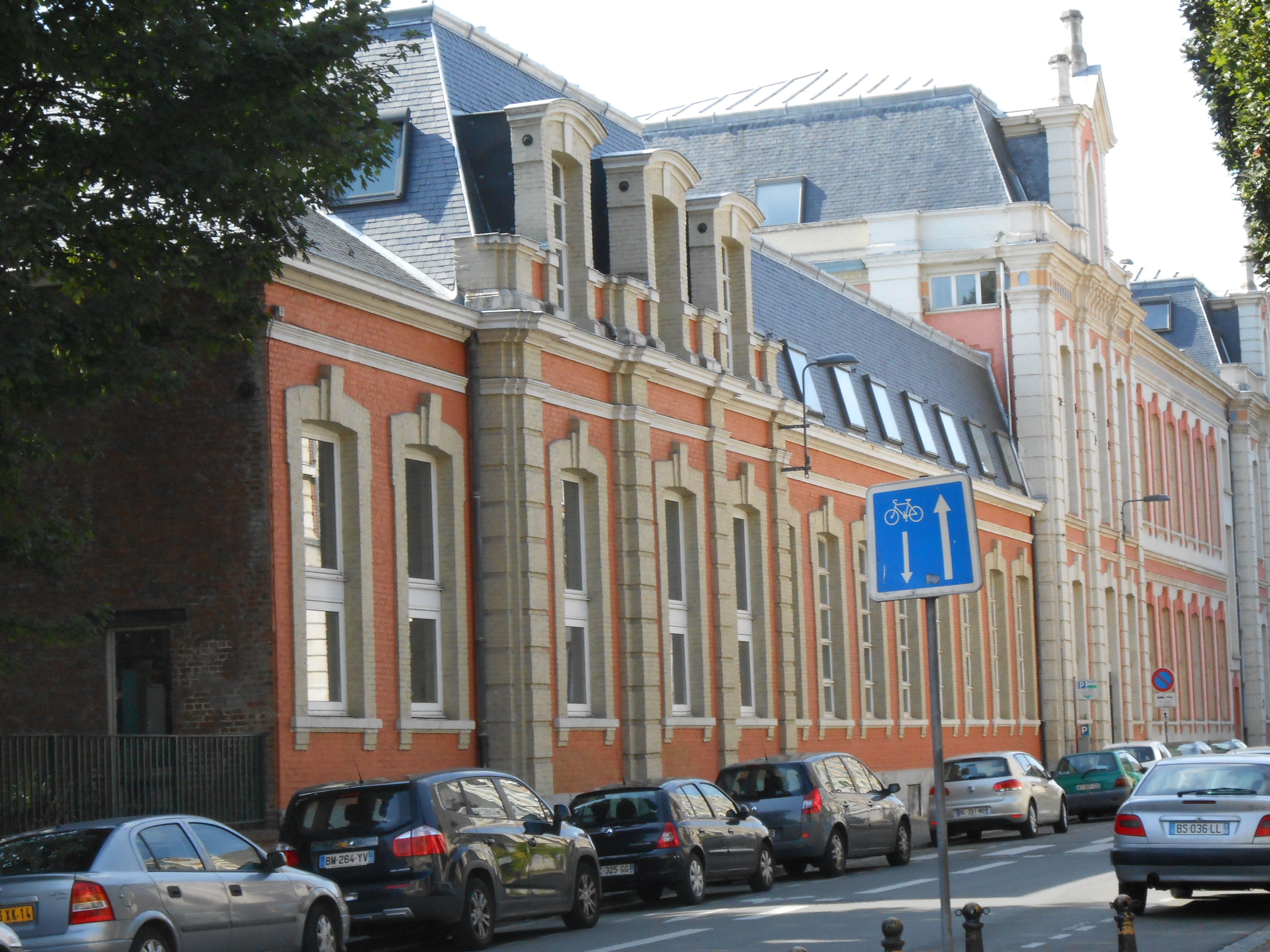
Institut industriel du Nord, entre la rue de Bruxelles et la rue Jeanne-d'Arc
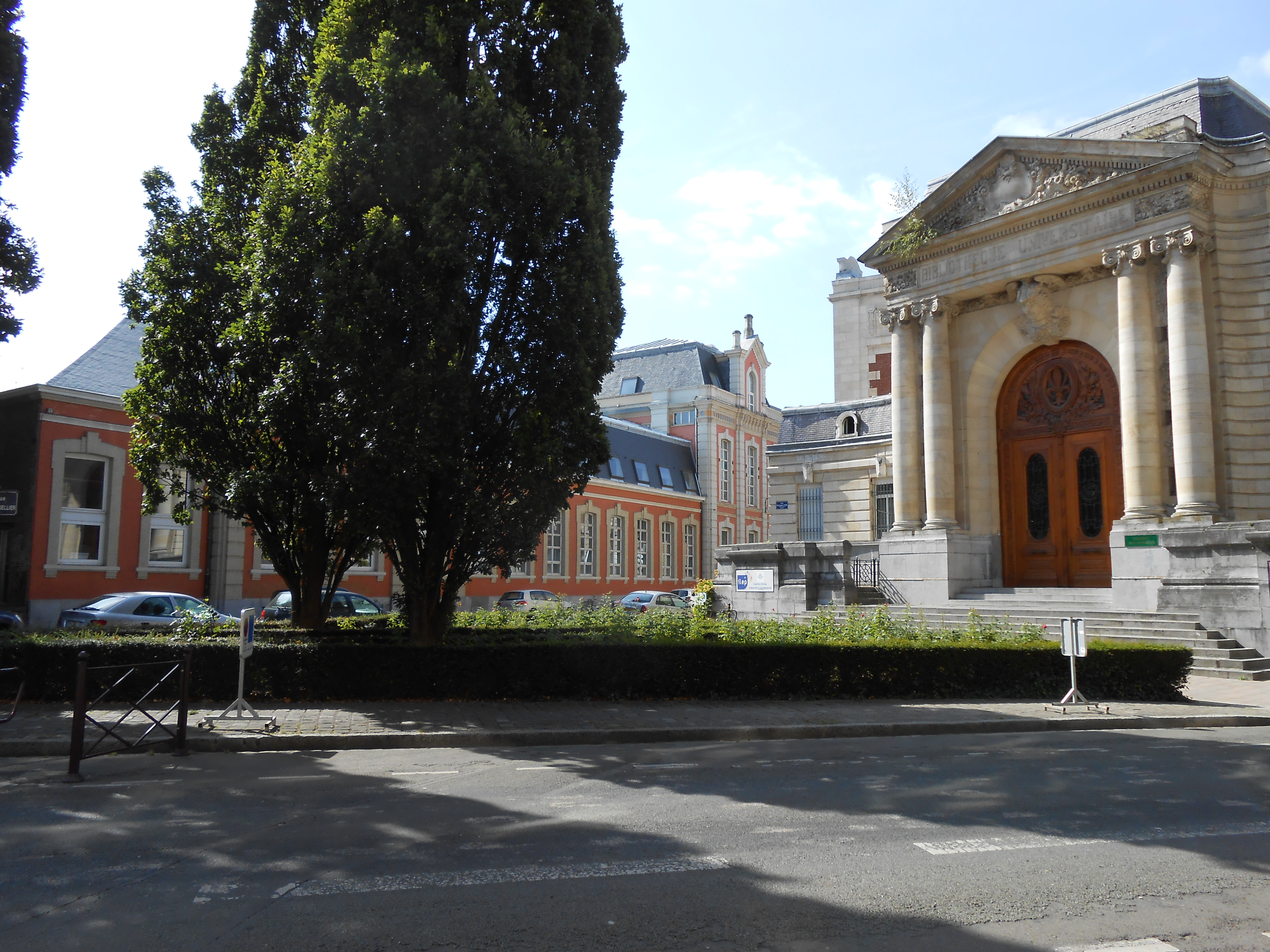
Ancienne bibliothèque universitaire et Institut industriel du Nord
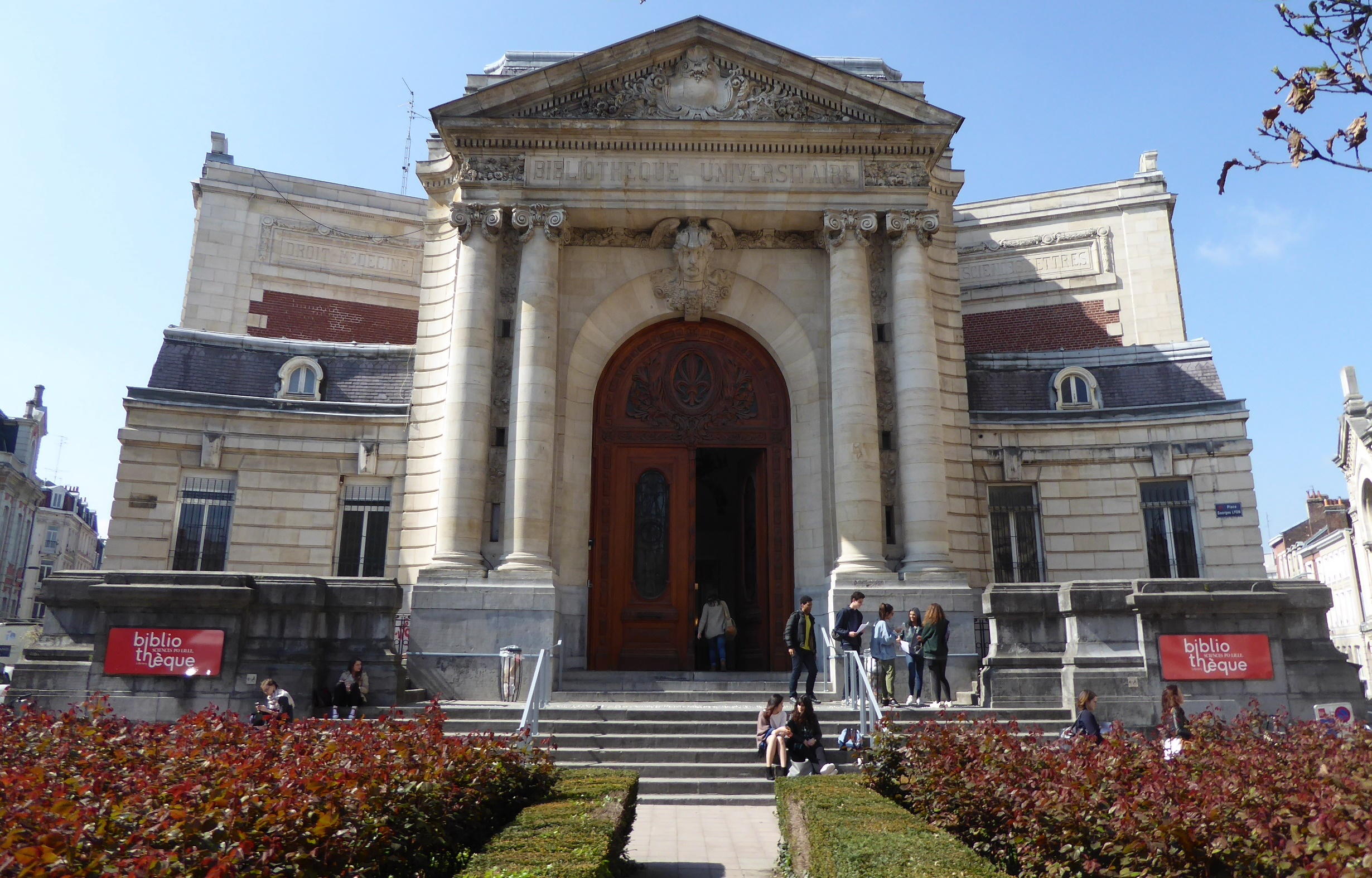
Ancienne bibliothèque universitaire, à l'angle entre la rue Jean-Bart et la rue Angellier
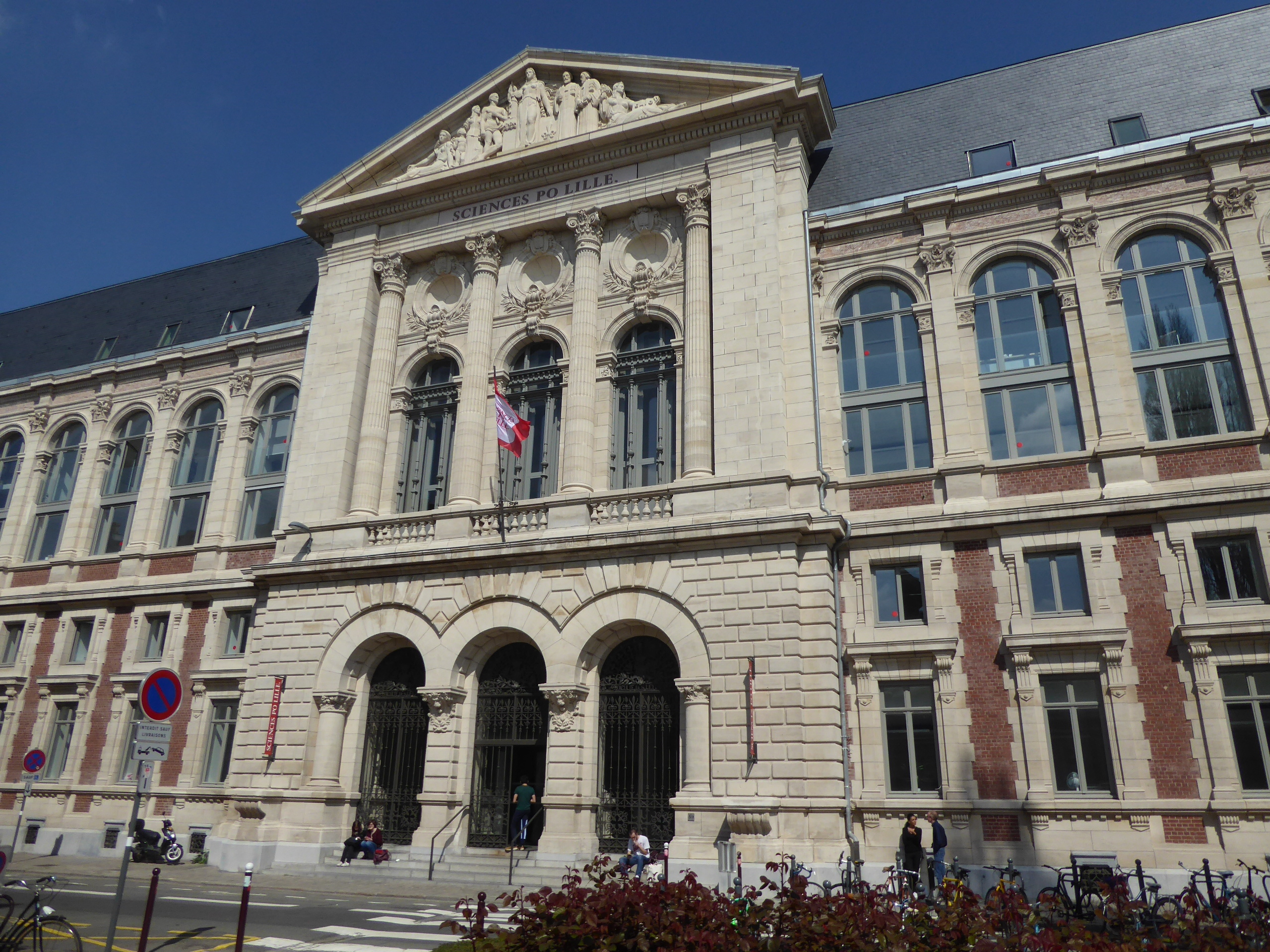
Ancienne faculté de lettres de Lille, à l'angle entre la rue Jean-Bart et la rue Angellier

### Institut industriel du Nord de la France
Le premier grand bâtiment de la rue Jean-Bart est construit entre 1873 et 1875 selon les plans de l'architecte Charles Alexandre Marteau sur un terrain de 7 716 m2 entre la rue Jeanne-d'Arc et la rue de Bruxelles. Il est destiné à l'Institut industriel du Nord de la France (IDN) en remplacement des locaux de la rue du Lombard utilisés depuis 1854 pour la formation des ingénieurs lillois ; l’Institut industriel du Nord est l'entité de recherche et de formation des ingénieurs à l’École centrale de Lille de 1872 à 1991. Tout comme la faculté des sciences de Lille, il déménage sur le campus de la Cité scientifique en 1968 dans les locaux actuels de l'École centrale de Lille.
Le bâtiment est alors réattribué au ministère de l'équipement et à l'IGN et a bénéficié de nombreuses transformations intérieures.

### Ancienne faculté de médecine et de pharmacie
« La Faculté elle-même est édifiée à proximité des autres établissements universitaires, sur un terrain donné par la ville, rue Jean-Bart. La première pierre est posée le 24 avril 1880 ; les bâtiments seront occupés en 1892. Le premier Doyen, qui reste en fonction un an, est le Professeur Cazeneuve ; celui-ci a la satisfaction d'attribuer le premier diplôme de docteur à un médecin achevant ses études dans la nouvelle Faculté en 1877. ».
Créée en 1874, la faculté mixte de médecine et de pharmacie était établie rue Jean Bart et place Philippe Lebon de 1892 à 1953. Elle était antérieurement rue des Arts depuis 1854 sous la forme d'une école de médecine et de pharmacie, succédant à l'école de la rue de l'Hôpital-Militaire. Les bâtiments initiaux furent inaugurés par Jules Ferry le 24 avril 1874. Les bâtiments rue Jean-Bart ont été bâtis entre 1886 et 1892 sur les plans de l'architecte Carlos Batteur. En 1953, la faculté s'établit à la 'cité hospitalière' (CHRU).

### Ancienne faculté des sciences
Le siège de l'Université de Lille et la faculté des sciences, antérieurement localisés rue des Arts, s'installent place Philippe-Lebon à l'angle de la rue Jean-Bart en 1880 dans un bâtiment conçu par l'architecte Carlos Batteur.
Une statue de Louis Pasteur, doyen de la faculté des sciences de Lille en 1854, réalisée par Alphonse-Amédée Cordonnier, a été inauguré en 1899 en face de la faculté des sciences place Philippe Le Bon.
La faculté des sciences déménage sur le campus de la Cité scientifique en 1970.

### Ancienne bibliothèque universitaire et facultés de droit et de lettres
« On prévoit l'aménagement des facultés de Droit et de Lettres sur un terrain de 4000 m2 à l'angle de la rue J. Bart et G. de Chatillon. Les bâtiments seront organisés autour d'une cour intérieure pour faciliter la circulation et rendre le cadre de vie plus agréable. La construction d'une bibliothèque universitaire et municipale est également envisagée et sera confiée à Alfred Mongy. La rentrée solennelle a lieu le 5 novembre 1887. À cette occasion, des fêtes sont organisées. La venue du Ministre de l'Instruction Publique, Eugène Spuller décuple le déploiement de forces du conseil municipal. »
La faculté de lettres, localisée antérieurement à Douai, intègre en 1887 ses locaux à l'angle entre la rue Jean Bart et la rue Angellier. En 1971, la faculté déménage sur le campus de l'Université Lille III. Le bâtiment devient alors le Centre Université-Économie d’Education Permanente de l'université de Lille jusqu'en 2011 où il déménage sur le campus de l'Université Lille I (Cité Scientifique).
Le bâtiment de la bibliothèque universitaire a été inauguré en 1907. Le centre régional de documentation pédagogique y est installé.
Une statue réalisée par Eugène Déplechin, dévoilée le 13 mai 1928, rend hommage à Auguste Angellier, doyen de la faculté de lettre.

### Centre régional des œuvres universitaires
C'est au 34 rue Jean-Bart qu'est né le « comité des œuvres en faveur des étudiants » de Lille, devenu en 1957 le Centre régional des œuvres universitaires et scolaires (CROUS).

## Références

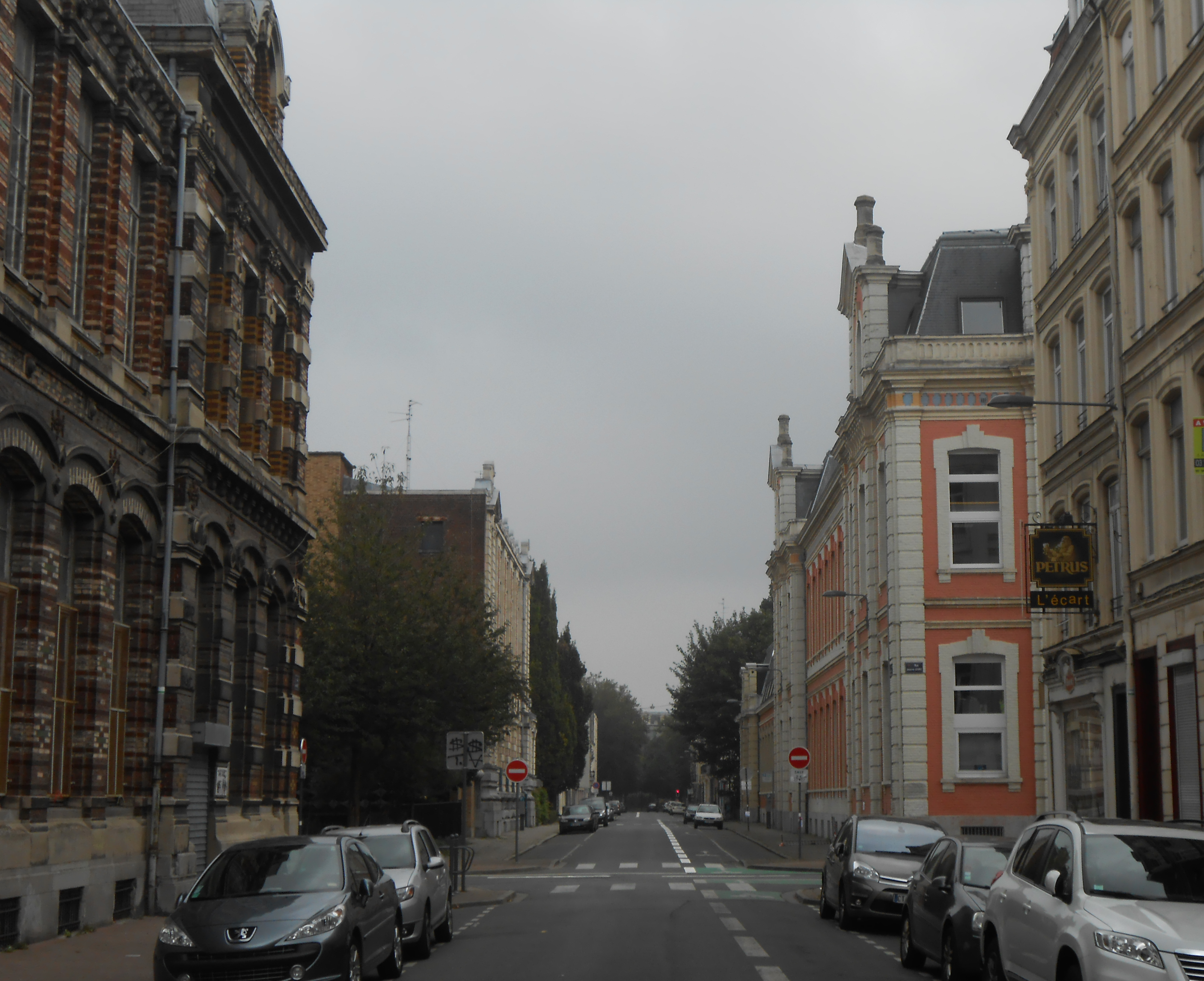
Rue Jean Bart, perspective à l'intersection avec la rue Jeanne-d'Arc